# Ebtisam Zayed
Ebtisam Zayed Ahmed Mohammad (arabisch ابتسام محمد; * 25. September 1996 in Sues) ist eine ägyptische Radsportlerin, die auf Straße und Bahn aktiv ist. Bis einschließlich 2024 errang sie 43 Titel als Afrikameisterin auf Bahn und Straße und ist damit die dominierende afrikanische Radsportlerin seit Mitte der 2010er Jahre.

## Sportlicher Werdegang
Schon in jungen Jahren war Ebtisam Zayed eine leidenschaftliche Radsportlerin. Im Alter von 15 Jahren begann sie im Military Institution Club in Suez mit dem Training.
Seit 2011 ist Ebtisam Zayed als Radsportlerin international aktiv. Zunächst belegte sie bei arabischen Meisterschaften und panarabischen Spielen Podiumsplätze bei den Juniorinnen, aber auch schon in der Eliteklasse der Frauen. 2013 errang sie bei den afrikanischen Straßenradmeisterschaften eine Silbermedaille im Straßenrennen und eine Bronzemedaille im Einzelzeitfahren der Juniorinnen. 2014/2015 war Ebtisam Zayed eingeladen, im World Cycling Centre im schweizerischen Aigle zu trainieren.
2015 errang Zayed bei den afrikanischen Meisterschaften zwei Medaillen auf der Bahn, Bronze in der Einerverfolgung sowie Silber im Omnium. 2015 wurde sie arabische Meisterin im Einzelzeitfahren und errang sechs Goldmedaillen bei den arabischen Bahnmeisterschaften in Schardscha. Im Jahr darauf holte sie bei den kontinentalen Meisterschaften insgesamt sechs Medaillen auf der Bahn, davon drei goldene. Mehrfach wurde sie auch schon ägyptische Meisterin in verschiedenen Disziplinen.
2016 wurde Ebtisam Zayed für die Teilnahme an den Olympischen Spielen in Rio de Janeiro nominiert. Sie war damit die einzige afrikanische Bahnradsportlerin, die bei den Spielen startete. Im Sprint belegte sie den 27. und letzten Rang. Bei den Afrikanischen Straßenmeisterschaften 2017 errang sie insgesamt fünf Medaillen, drei goldene und eine silberne auf der Bahn sowie eine Bronzemedaille auf der Straße. Damit war sie die erfolgreichste Sportlerin dieser kontinentalen Meisterschaften. Im Jahr darauf wurde sie siebenfache Afrikameisterin auf der Bahn. 2018 gewann sie bei den afrikanischen Bahnmeisterschaften im südafrikanischen Pietermaritzburg insgesamt sechs Medaillen, darunter zwei goldene. So wurde sie Afrikameisterin in der erstmals für Frauen ausgetragenen Disziplin Omnium. Bei den Mountainbike-Afrikameisterschaften, die in Ägypten stattfanden, gewann sie die Silbermedaille in der U23.
2021 erhielt Zayed einen Vertrag beim neugegründeten Dubai Police Cycling Team. Im selben Jahr wurde sie fünffache Afrikameisterin auf der Bahn; im Teamsprint errang sie Silber mit Maryam Yaser. Bei den Straßenwettbewerben belegte sie im Straßenrennen Platz sechs.
2021 wurde Ebtisam Zayed für die Teilnahme an den Olympischen Spielen in Tokio nominiert. Damit war sie die erste Frau aus Afrika und aus einem arabischen Land, die sich für eine Radsportdisziplin bei Olympischen Spielen qualifiziert hat. Sie belegte im Omnium Rang 18. Bei den afrikanischen Bahnmeisterschaften 2022 errang sie fünf Titel. Bei den Afrikameisterschaften im Straßenradsport wurde sie kontinentale Straßenmeisterin, im Einzelzeitfahren holte sie Silber sowie jeweils Bronze im Mannschaftszeitfahren und in der Mixed-Staffel.

## Diverses
Im März 2022 heiratete Ebtisam Zayed den algerischen Radsportler Yacine Chalel.

## Erfolge

### Straße
2011
- Arabische Meisterschaft – Straßenrennen (Juniorinnen)
- Panarabische Spiele – Straßenrennen

2012
- Arabische Meisterschaft – Straßenrennen
- Arabische Meisterschaft – Einzelzeitfahren

2013
- Afrikanische Meisterschaft – Straßenrennen
- Afrikanische Meisterschaft – Einzelzeitfahren

2014
- African Youth Games – Einzelzeitfahren[2]

2015
- Arabische Meisterschaft – Einzelzeitfahren

2017
- Afrikameisterschaft – Mannschaftszeitfahren (mit Menatalla Essam, Donia Rashwan und Fatma Hagrus)

2022
- Afrikameisterin – Straßenrennen
- Afrikameisterschaft – Einzelzeitfahren
- Afrikameisterschaft – Mannschaftszeitfahren und Mixed-Staffel

2023
- Ägyptische Meisterin – Einzelzeitfahren, Straßenrennen
- Arabische Meisterin – Einzelzeitfahren, Straßenrennen

2024
- Ägyptische Meisterin – Einzelzeitfahren, Straßenrennen

2025
- Ägyptische Meisterin – Einzelzeitfahren, Straßenrennen

### Bahn
2016
- Afrikameisterin – Punktefahren, Keirin, Sprint
- Afrikanische Meisterschaft – Einerverfolgung, 500-Meter-Zeitfahren, Teamsprint (mit Donia Rashwan)

2017
- Afrikameisterin – Keirin, Einerverfolgung, Scratch
- Afrikameisterschaft – Teamsprint (mit Donia Rashwan)

2018
- Afrikameisterin – Sprint, Keirin, Einerverfolgung, Punktefahren, Scratch, Teamsprint (mit Donia Rashwan), Mannschaftsverfolgung (mit Donia Rashwan, Mariam Mohamed und Ali Nadeen Alaa Eldin)

2019
- Afrikameisterin – Punktefahren, Omnium
- Afrikameisterschaft – Keirin, 500-Meter-Zeitfahren, Scratch
- Afrikameisterschaft – Zweier-Mannschaftsfahren (mit Maryam Elnaggar)
- Ägyptische Meisterin – 500-Meter-Zeitfahren, Einerverfolgung, Omnium

2020
- Afrikameisterin – Omnium, Punktefahren, Scratch, Einerverfolgung
- Afrikameisterschaft – Teamsprint (mit Mariam Mohamed)
- Ägyptische Meisterin – Keirin, Omnium

2021
- Afrikameisterin – Omnium, Punktefahren, Scratch, Einerverfolgung, Zweier-Mannschaftsfahren (mit Maryam Yaser)
- Afrikameisterschaft – Teamsprint (mit Salma Mostafa und Maryam Yaser)

2022
- Afrikameisterin – Scratch, Ausscheidungsfahren, Omnium, Punktefahren, Zweier-Mannschaftsfahren (mit Hapepa Eliwa )
- Ägyptische Meisterin – Teamsprint (mit Shahd Mohamed und Rehab Elsherbini)

2023
- Afrikameisterin – Scratch, Ausscheidungsfahren, Omnium, Punktefahren

2024
- Afrikameisterin – Teamsprint (mit Nada Aboubalash und Shahd Mohamed), Mannschaftsverfolgung (mit Nada Aboubalash, Rehab Elsherbini und Aya Mohamed), Scratch, Punktefahren, Ausscheidungsfahren, Omnium
- Afrikameisterschaft – Madison (mit Nada Aboubalash)

2025
- Afrikameisterin – Mannschaftsverfolgung (mit Mentalla Belal, Habiba Osama und Shahd Mohamed), Scratch, Punktefahren, Ausscheidungsfahren, Omnium, Zweier-Mannschaftsfahren (mit Shahd Mohamed)

### Mountainbike
2018
- Afrikameisterschaften – Cross-Country (U23)